# Verwaltungsgemeinschaft Igling
Die Verwaltungsgemeinschaft Igling im oberbayerischen Landkreis Landsberg am Lech entstand am 1. Mai 1978 durch Rechtsverordnung der Regierung von Oberbayern.
Mitglieder sind die Gemeinden
1. Hurlach, 1941 Einwohner, 17,17 km²
2. Igling, 2503 Einwohner, 26,35 km²
3. Obermeitingen, 1753 Einwohner, 9,93 km²

Sitz der Verwaltungsgemeinschaft ist Igling.
Mitglieder der Verwaltungsgemeinschaft sind außerdem auch der Zweckverband zur Wasserversorgung der Erpftinger Gruppe und der Schulverband Igling-Hurlach.